# 310273 Paulsmeyers
310273 Paulsmeyers è un asteroide della fascia principale. Scoperto nel 2004, presenta un'orbita caratterizzata da un semiasse maggiore pari a 2,2977251 UA e da un'eccentricità di 0,1831150, inclinata di 3,75207° rispetto all'eclittica.
L'asteroide è dedicato all'astrofisico belga Paul Smeyers.